# Acte récognitif en droit civil français
En droit français, l'acte récognitif est l'acte instrumentaire par lequel une personne reconnaît l'existence d'une situation juridique attestée par un écrit antérieur. Il a pour effet soit de remplacer l'acte primordial perdu, soit d'interrompre une prescription.
Ce sont les actes passés en vue de reconnaître un droit constaté par un acte antérieur en date (appelé acte primordial). L'acte récognitif ne peut faire foi qu'à la condition qu'il reproduise la teneur de l'acte primordial et, seconde condition, il faut que l'acte primordial soit perdu (article 1380 nouveau du Code civil français, ancien article 1337).